# 魔王が墜ちる日
『魔王が墜ちる日』（まおうがおちるひ）は、ジャレコが開発・発売したRPG。各種フィーチャーフォン向けとして、iアプリ体験版『魔王が墜ちる日 ～PRELUDE～』が2005年4月25日に、iアプリ正式版が同年5月30日に、Vアプリ版が2005年8月17日と2006年7月（メガアプリ版）に、EZアプリ版が2006年9月に発売された。また、シティコネクションよりAndroid（auスマートパス）版が2015年11月5日に、ジー・モードによる他社版権フィーチャーフォン用ゲーム移植プロジェクト「G-MODEアーカイブス+」にてNintendo Switch版が2021年5月27日に発売された。略称は「魔墜ち」。「魔王が堕ちる日」という表記は誤り。
本稿では、続編の『魔王が墜ちる日II』についても記述する。

## 概要
魔王が1年後の「約束の日」に降り立つという予言に対し、神に選ばれた「オーディンチルドレン」と呼ばれる主人公や仲間たちが立ち向かう物語。主人公たちは1か月単位で冒険や訓練を行うことで成長し、1年間で態勢を整えて魔王を迎え撃つ。
本作の一度のプレイ時間は短く、公式サイト等では最短で5分程度、長くても2時間でエンディングを迎えると紹介している。これは、クリアまでに100時間を超える作品が乱発されていた当時のRPG事情に対するアンチテーゼを込めたもので、ボリュームの水増しではなく繰り返しプレイしたくなるものを作ることで長く遊べるようにするという考えが反映されている。

## システム
ゲーム開始時にはボーナスポイント20ポイントを割り振り、主人公の各種能力値の成長率上昇を行う。また、このポイントを消費して最初から仲間となるキャラクターを選択することもできる。初期状態では選択可能な仲間が限られているが、プレイ中に一度仲間に加わったキャラクターは次回プレイ時から選択できるようになる。
前述のようにゲームは1か月単位で進行し、12か月経過後の翌月に魔王と対決することになる。月初めには画面上に以下の6つのコマンドが表示される。このうち「冒険」「訓練」で主人公や仲間を選択し「実行」すると対応イベントが開始され、これらが終了すると次の月へ移行する。
- 冒険 - 冒険する場所、および冒険に参加する仲間を選択する。1回の冒険につき最大3人のパーティーを編成する。冒険の詳細については後述。
- 訓練 - 訓練する場所、および訓練で能力値を上昇させる仲間を選択する。能力値の種類は「最大HP」「最大MP」「攻撃力」「防御力」「素早さ[注 1]」「魔力[注 2]」の6つで、訓練場所により上昇しやすい値の種類が異なる。
- 売買 - 装備品などの各種アイテムの売買を行う。
- 仲間 - 仲間入りが可能な人物の選択、または既にいる仲間から別れる人物の選択を行う。加入できる仲間は最大4人まで。
- 編成 - 装備の変更や能力の確認を行う。
- 実行 - 冒険や訓練のコマンドを実行する。なお、冒険と訓練のいずれも設定しなかった仲間は「自宅」での訓練が自動的に設定される。

冒険ではフィールド内にいる規定のボスキャラクターを倒すことが目的となる。冒険は20日間という日数制限が設定されており、残り日数はフィールドを移動するごとに減少していく。日数が0になると冒険が強制的に終了する。
冒険の移動中にはランダムエンカウント方式で敵が出現し戦闘が行われる。敵が前列と後列に分かれている場合は、特定の武器や攻撃魔法などがない限り前列の敵を先に倒す必要がある。「連携」のコマンドを選択すると、他の仲間と協力してキャラクター固有の強力な効果を発動できる。1ターンで戦闘を終了させると取得経験値が通常の2倍となる。仲間のHPが0になると死亡し、主人公のHPが0になると即ゲームオーバーとなる。
冒険のクリア後には、冒険の難易度やクリア速度に応じて「名声値」が加算される。この名声値は、翌月の初めに得られる収入額を表している。また、エンディングを迎えた時点での名声値の高さを競うオンラインランキングの要素もある。
仲間同士には「親密度」が設定されている。親密度は一緒に冒険や訓練を行うことで共に上昇し、先述の連携の成功率のほか、イベントの発生やエンディングの内容に影響する。

## ストーリー
はるか昔の時代、滅亡の淵にあったアスパイア大陸の人類は偉大な神オーディンにより命を与えられ、その中でもさらに多くの力を授かった者たちは「オーディンチルドレン」と呼ばれた。オーディンは、生まれつきオーディンの紋章を持つ特別なオーディンチルドレンが、やがて降臨する魔王と戦う日が来るであろうと予言する。
予言の日まで残り1年となった大陸歴3182年のアスパイアでは、異界から魔物が次々と現れて各国を襲撃し、世界は終末へ向かおうとしていた。人類は、予言の通り紋章の痣を持つ主人公に世界の命運を託すことになる。

## 登場人物
主人公
主人公。オーディンチルドレンの中でも、体にオーディンの紋章の痣が浮かび上がっている特別な存在。デフォルト名は「シャナル」で、ゲーム開始時に名前と性別を任意に設定できる。作中では台詞を発しない。
アークス
騎士。世界各地に潜む強大な魔物の撃破を目指している。自信家で尊大な態度をとる。冒険を合計4回クリアすると仲間に加わる。
攻撃力と防御力が高く、MPと魔力が低い。
エリオン
魔法剣士の少年。人間とエルフのハーフ。自身と母を置いて消えた父ランベルに憎しみを抱き、その行方を捜している。いずれかの冒険を1回クリアすると仲間に加わる。
初期能力値は全体的に控えめだが攻撃力の成長率が高い。電撃魔法を用いる。
オーム
「世界樹の森」を守るガーディアンエルフのリーダー。人間界の事情に疎い。着痩せするタイプで普段は胸が小さいように見える。森の3回目の冒険時に襲撃を受けて多くの同胞が命を落とし、失意の中で仲間に加わる。
MPと魔力が高く、HPと素早さが低い。主に風属性の攻撃魔法を用いる。
カモラ
老婆。かつて魔王と戦い命を落とした痣付きオーディンチルドレンのソフィーティアを師に持つ。「カピラ高原」の北東に位置する家を訪れると仲間に加わる。
HP以外の初期能力値は全体的に高めで、MPと魔力以外の成長率は低い。主に炎属性の攻撃魔法を用いる。
カリーヌ
騎士。アークスとは同僚。気立てが良く一部の男性仲間たちから好意を向けられるが、自身も男主人公やランベルに惹かれる。アークスの加入と同時に仲間に加わる。
攻撃力と防御力が高く、MPと魔力は低い。
ステラ
トレジャーハンターの少女。後述のダステトッドを師匠として慕っている。明るい性格で誰とでも気兼ねなく話す。主人公が「虎の穴」で訓練すると仲間に加わる。
素早さの初期能力値と成長率が非常に高く、それ以外の値は低め。
ソティア
魔法使いの少女。おどおどした態度で周囲と接し、ことあるごとに転ぶ。主人公が「賢者の城」で訓練すると仲間に加わる。
その正体はソフィーティアの転生体で、ボス敵である「バ・アル」の角と「エルダードラゴン」の牙をカモラに渡すとかつての人格が覚醒する。なお、ソフィーティアは続編の『II』の主人公として登場する。
MPと魔力の初期能力値と成長率が高く、それ以外の能力値が極端に低い。主に氷属性の魔法を用いる。
ゾルヴァーダ
青色の装甲で体を覆っている大男。言葉を発しない。「マズー・死の地下城」の2回目の冒険をクリアすると仲間に加わる。
その正体はソフィーティアにより創られた怪物「ドラゴノイド」で、転生後のソティアを見てソフィーティアの存在を感じ取る。続編の『II』にも登場する。
HP、攻撃力、防御力の能力に特化しており、MP、素早さ、魔力は初期能力値、成長率共に非常に低い。
ダステトッド
商人。所持金が30000以上になると店頭に現れる。女性にいやらしい目線を向け度々返り討ちに合う。魔王から逃れるため金をため込み大陸を脱出しようと考えていたが、ステラに引き留められ仲間に加わる。
通常の店頭に並ばない貴重なアイテムの数々を販売するが、ステラが仲間にいる場合は値段が割引される。
MPと魔力以外の初期能力値が非常に高く、素早さの値は成長率も高い。
ハルマン
プリースト。大の野球好きで豪快な性格。カリーヌにベタ惚れしており度々猛アタックする。主人公が「モスビコ大草原」で3回訓練すると仲間に加わる。
HPと攻撃力が高く、回復・治療・補助魔法やアンデッド特効の攻撃魔法も使用する。
ブライド
謎のヒーロー。不自然な英語を用いながら陽気に周囲と接する。自身が痣付きオーディンチルドレンであると自称し、ソティアのことをソフィーティアと呼ぶ。魔王戦に敗北した際に現れ、次回以降の冒険開始時に選択可能となる。
初期能力値が全体的に高く、特に魔力の値が飛びぬけている。多様で強力な魔法の数々を使用する。
フランベルジュ
暗殺者。兜から垂れた布で顔を覆っている。外科手術の心得があり、後述の高翔から病の気を感じ関心を示す。難易度3の冒険のクリア時に仲間に加わる。
攻撃力と素早さ以外の初期能力値と成長率が非常に低い。
ランベル
大剣を扱う剣豪。かつては傭兵隊長として名が知られていた。エリオンの経験値が2000以上の時に仲間に加わる。
魔王戦直前の場面で魔物の群れに単身で乗り込むが、カリーヌとの親密度が高い場合のみ生還し、それ以外の場合は行方不明となる。
HP、攻撃力、防御力の初期能力値が非常に高く、MPと魔力の能力値は乏しい。
高翔（コウショウ）
剣術を得意とする少女。一人称は「ボク」。後述の鳴海とは幼馴染。主人公が「闘技場」で訓練すると仲間に加わる。
罹患している重度の心臓病が月日の経過とともに悪化していき、フランベルジュが仲間にいる状態で治療費100000を用意できなければやがて死亡する。
攻撃力と素早さが高めで、HP、MP、魔力が低い。
鳴海（ナルミ）
巫女。腰の部分にはキツネの「舞の海」が巻き付いている。お転婆な性格で喧嘩っ早い一面もある。高翔が加入した翌月に仲間に加わる。
ダステトッドとの親密度が高いと夏に海水浴イベントが発生する。また、高翔と親密な時に二人で「モスビコ大草原」での訓練を行い翌月に男主人公が草原を訪れると露天風呂イベントが発生する。
初期能力値と成長率が全体的に低め。強力な各種攻撃魔法を用いる。

## 魔王が墜ちる日II
『魔王が墜ちる日II』は、iアプリ用ソフトとして2008年1月11日に発売された。2025年7月17日には「G-MODEアーカイブス+」のソフトとしてNintendo Switch版がジー・モードより発売された。
前作よりも前の時代が舞台で、前作でソティアに転生していたソフィーティアが主人公となる。1年間で仲間を育成して魔王と対決するなど基本的なシステムは前作とほぼ同様だが、本作ではプレイにより魔王の種類が変化するほか、戦闘シーンでのキャラクター固有コマンドや連携時のカットインといった新規要素の追加、イベント数の増加などが行われている。

### ストーリー（II）
アスパイア大陸では、魔王による人類の滅亡、そして偉大な神オーディンによる人類の再生が幾度も繰り返されてきた。オーディンは一部の者に大いなる力を与え、その「オーディンチルドレン」の中でもオーディンの紋章を持つ者は後に再臨する魔王と戦う運命にあるとしている。
人類と魔物との戦いが続く中、魔王が現れるという予言の日の1年前となる帝国歴318年を迎える。紋章の痣を持つ少女ソフィーティアは108体の「ドラゴノイド騎士団」を率い、魔王の襲撃に備える。

### 登場人物（II）
ソフィーティア
主人公。胸にオーディンの紋章の痣が浮かび上がっている特別な存在。
ゾルヴァーダ
赤色の装甲で体を覆うドラゴノイド。ソフィーティアを守護する。
ジョアン
二刀流の剣士。
スライガー
大剣を扱う剣士。ジョアンの先輩。
イル
プリーストの少女。お転婆な性格。
舞乃海
犬。巨大な犬小屋を引きずっている。
ガイム
スナイパー。エルフ。
正露丸
忍者の少年。弱虫な性格。
魔沙地
老戦士。
ウパ
額に第三の目がついた赤ん坊。母親のエウラリアに常に抱かれている。
ラージャス
魔法剣士。
ワルシュワルム
新興宗教の教祖。
シンシア
踊り子。ダークエルフ。
朱鈴花
クンフーの達人。
クリス
発明家。
デスマッド
両腕が龍の頭の形をした武器となっている男。